# Ma Xuejun
Ma Xuejun, född 26 mars 1985, är en friidrottare från Kina. Hon deltog vid olympiska sommarspelen 2008 och olympiska sommarspelen 2012.